# Institut Botànic de Barcelona
L'Institut Botànic de Barcelona (IBB-CSIC) és un centre de recerca botànic mixt dependent del Consell Superior d'Investigacions Científiques (CSIC) i el Museu de Ciències Naturals de Barcelona (MCNB). L'IBB es fundà l'any 1934 i la primera intervenció del CSIC es produí el 1942, quan es va crear una plaça de Científic Titular que ocupà Pius Font i Quer. L'any 1986 l'IBB es constituí com a centre associat i, un any més tard, s'incorporà el primer Científic Titular de l'etapa moderna de l'IBB. El 1998 es va prendre la decisió de signar un nou acord amb l'Ajuntament de Barcelona, en virtut del qual s'elevà a la categoria de centre mixt. Des del 2003 està situat dins l'actual Jardí Botànic de Barcelona dalt la muntanya de Montjuïc. L'entrada es realitza per la porta situada a la part superior del jardí, al Passeig del Migdia. El 1992 va rebre una Placa Narcís Monturiol
L'IBB compta amb una biblioteca especialitzada i el seu herbari allotja la col·lecció de plantes més important de Catalunya i la tercera de la península ibèrica. El centre conserva també el Gabinet Salvador, una de les poques col·leccions naturalistes que es conserven del període de la Il·lustració. La investigació es divideix en dos grups de recerca: Biodiversitat i evolució de plantes i Història de la botànica i anàlisi de col·leccions.

## Història

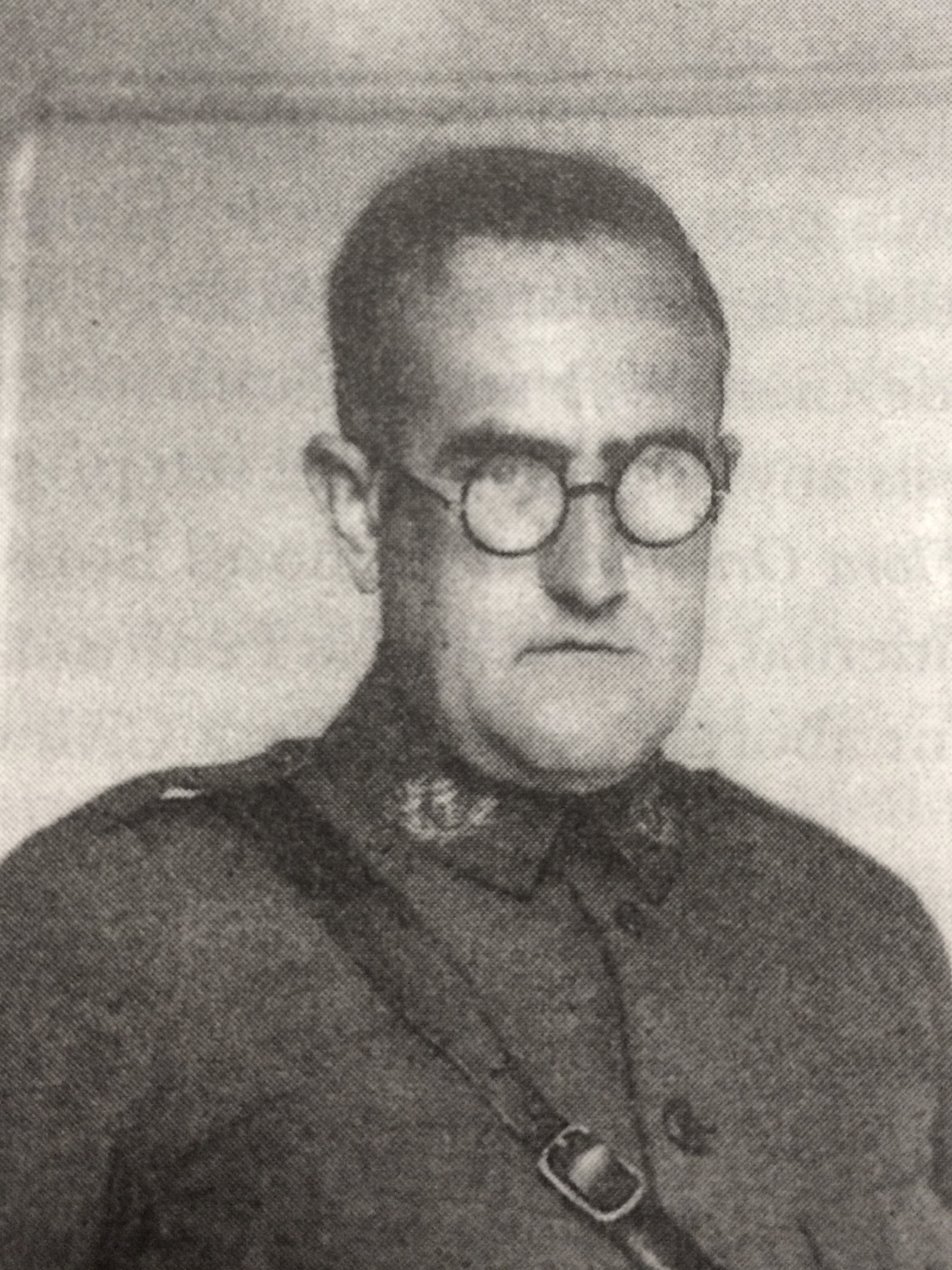
Pius Font i Quer, fundador de l'Institut Botànic de Barcelona

L'origen de l'Institut Botànic de Barcelona (IBB) es troba a la Junta de Ciències Naturals del municipi de Barcelona (llavors embrió de l'actual Museu de Ciències Naturals de Barcelona). L’any 1934 Pius Font i Quer segrega el departament de botànica i el converteix en una entitat autònoma esdevenint-ne el seu director. L’Institut es crea amb l’objectiu principal d’estudiar les col·leccions botàniques i promoure la recerca.
En un principi l'edifici s'instal·là al Parc de la Ciutadella però degut a l'esclat de la Guerra Civil espanyola i amb l’objectiu de protegir les col·leccions es, traslladà primer a Sant Gervasi. Finalment, l’any 1940, l'IBB s'instal·là a un pavelló pròxim al jardí botànic (actual Jardí Botànic Històric) que des de l'any 1930 s'estava construint amb pedres de La Foixarda a les rodalies del Palau Nacional (actual seu del Museu Nacional d'Art de Catalunya). Pius Font i Quer va ser molt important per a l’Institut. A banda de ser director, desenvolupà intenses campanyes de recol·lecció i va adquirir importants fonts bibliogràfiques i col·leccions de referència amb l’objectiu de crear un gran herbari del Mediterrani occidental. Fou també el Científic Titular del primer projecte de recerca del CSIC a l’IBB l’any 1942. Entre els seus conservadors consta la pintora i il·lustradora Suzanne Davit, de 1956 a 1968, qui va fer importants sèries d'aquarel·les de fongs i plantes superiors.

L’any 1986, l’IBB es constitueix com a centre associat al CSIC i l’any 1994 posa en funcionament el primer laboratori de sistemàtica molecular d’Espanya. El 1992, Oriol de Bolòs i Capdevila (director entre 1967 i 1984) rebé el Premi Narcís Monturiol, guardó atorgat per la Generalitat de Catalunya com a reconeixement a aquelles persones i entitats que han contribuït significativament al progrés de la ciència i la tecnologia de Catalunya. 

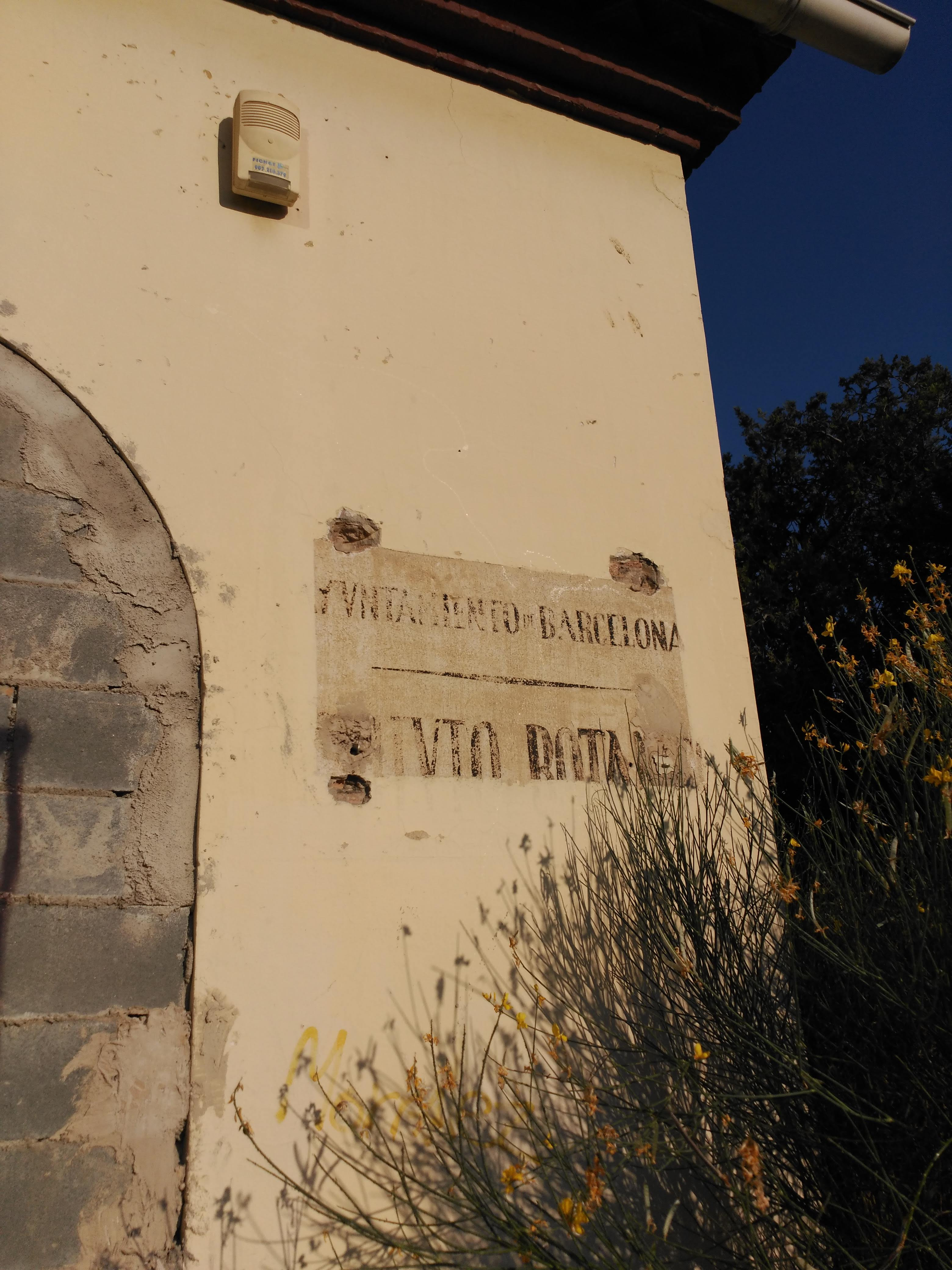
Detall de l'estat actual de l'accés a l'antic Institut Botànic de Barcelona

L’any 1998 es va signar un nou conveni segons el qual l’IBB passa a ser un centre mixt del Consell Superior d’Investigacions Científiques i l’Ajuntament de Barcelona. En el marc d’aquest nou conveni, el CSIC construí l’any 2003 un nou edifici dins del nou Jardí Botànic de Barcelona, inaugurat el 1999, institució amb la qual l'IBB manté una estreta relació. A partir d’aquest moment l’IBB ha iniciat una nova etapa amb una implicació cada cop més gran del CSIC.
A banda de Pius Font i Quer i Oriol de Bolòs i Capdevila, Antoni de Bolòs Vayreda, el Dr. Alfonso Susanna i la Dra. Teresa Garnatje (actualitat) també han sigut directors de l'entitat.

## Funcions
Les funcions que realitza l’Institut Botànic de Barcelona són:
- Contribuir a l’avenç de la recerca i el desenvolupament tecnològic en totes les branques de la botànica.
- Prestar assessorament científic al Jardí Botànic de Barcelona.
- Formar personal investigador i donar suport a la docència de postgrau.
- Coordinar els serveis generals i d’instrumentació per a un millor aprofitament dels recursos.
- Col·laborar amb les administracions públiques i contribuir al progrés de la indústria mitjançant la transferència de coneixement i de resultats de la investigació entre centres nacionals i internacionals.

## Àrees de recerca

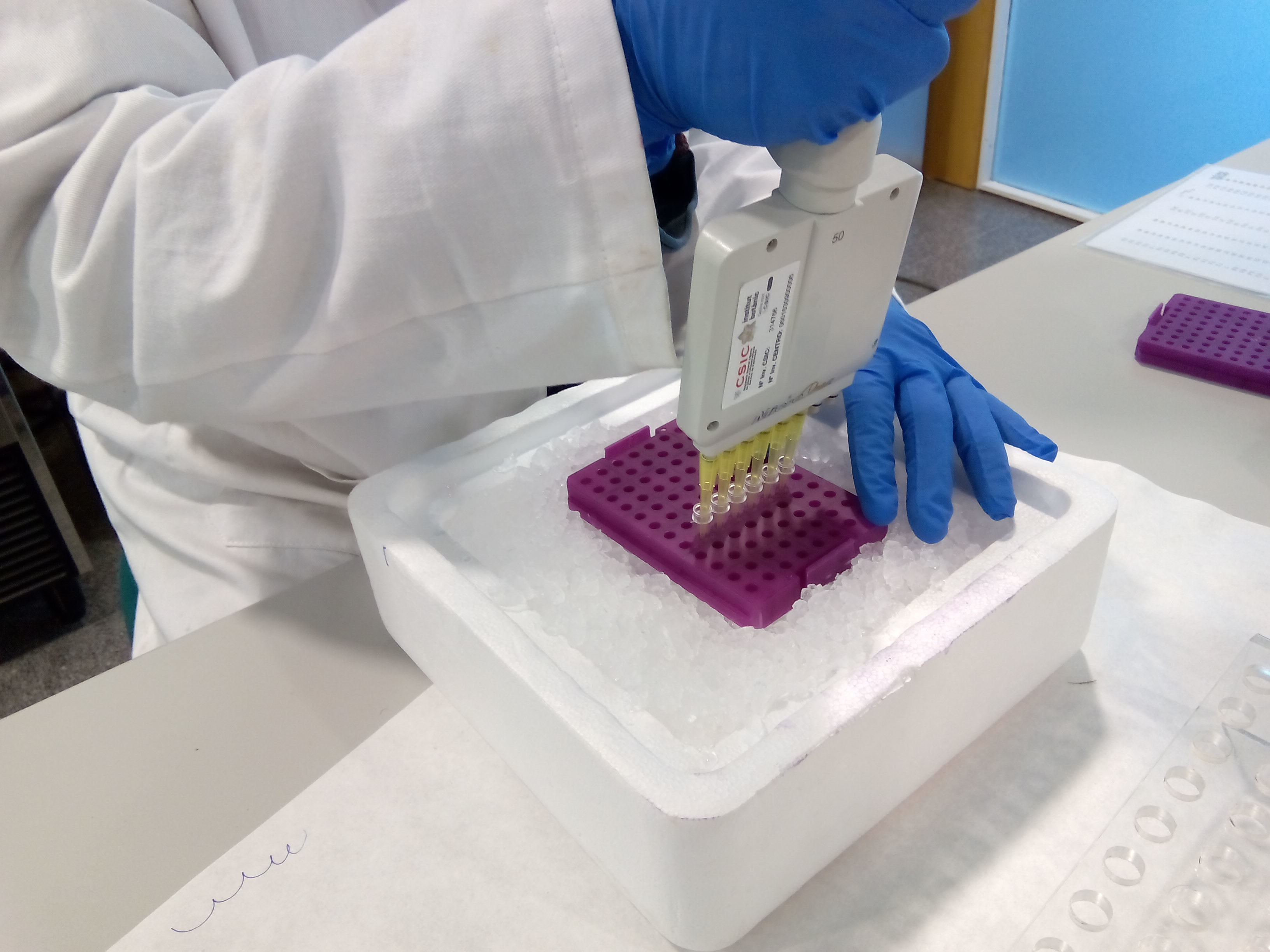
Laboratori de l'Institut Botànic de Barcelona.

La recerca es porta a terme en dos grups: Biodiversitat i evolució de plantes i Història de la botànica i anàlisi de col·leccions.

### Biodiversitat i evolució de plantes
El grup de recerca de biodiversitat i evolució de les plantes de l'IBB abasta la recerca de tots els aspectes relacionats amb assolir un coneixement més profund de les plantes. S'investiga la seva classificació i molts altres aspectes, recollint tècniques i procediments utilitzats en diverses disciplines de la biologia. En les últimes dècades han cobrat importància significativa els mètodes basats en la seqüenciació del DNA que han revolucionat la manera de treballar de la botànica moderna. Els estudis del grup de biodiversitat i evolució de plantes es desenvolupen seguint diversos enfocaments que es resumeixen en les següents disciplines: biosistemàtica, biogeografia, conservació, citogenètica molecular i etnobotànica.

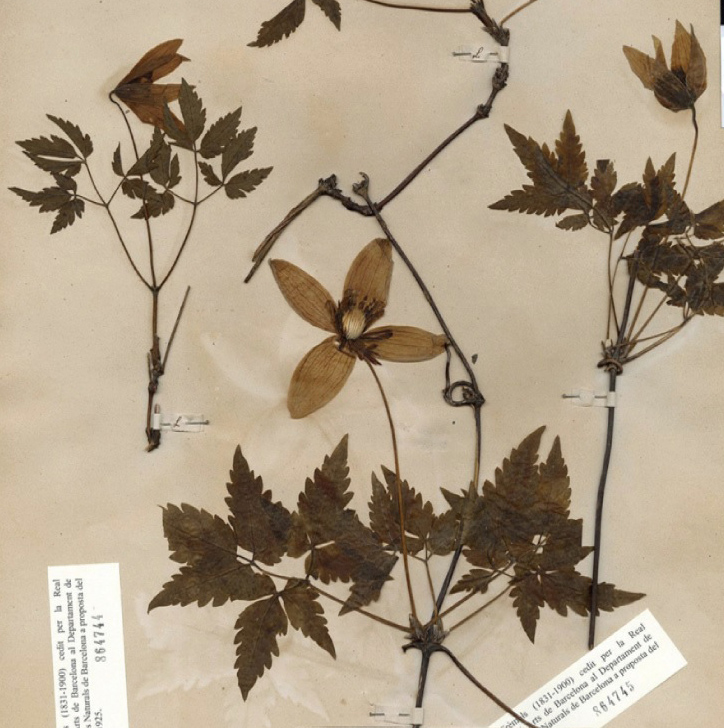
Plec d'herbari de l'Institut Botànic de Barcelona.

### Història de la botànica i anàlisi de col·leccions
Aquest grup de recerca té com a objectiu l'estudi dels herbaris de l'Institut Botànic de Barcelona des dels següents punts de vista:
- Taxonòmic: cerca de plecs tipus i d'interès taxonòmic i/o nomenclatural.[15]
- Històric: estudi de la història d'una col·lecció i dels botànics i corresponsals que van col·laborar en la seva formació.
- Geogràfic: estudi quantitatiu de les regions de recol·lecció dels exemplars.
- Conservació: estudi d'exemplars recol·lectats en llocs on actualment estan extingits o en regressió.
- Jardineria: estudi de les plantes cultivades en l'antiguitat i del seguiment de la introducció d'espècies al·lòctones.
- Biodiversitat: avaluació de la representativitat de determinades famílies en l'herbari, caracteritzant-les des de punt de vista geogràfic, cronològic, ecològic i taxonòmic. Estudi de la seva riquesa florística a diferents nivells geogràfics.

## Instal·lacions i col·leccions[calcitació]

### Biblioteca

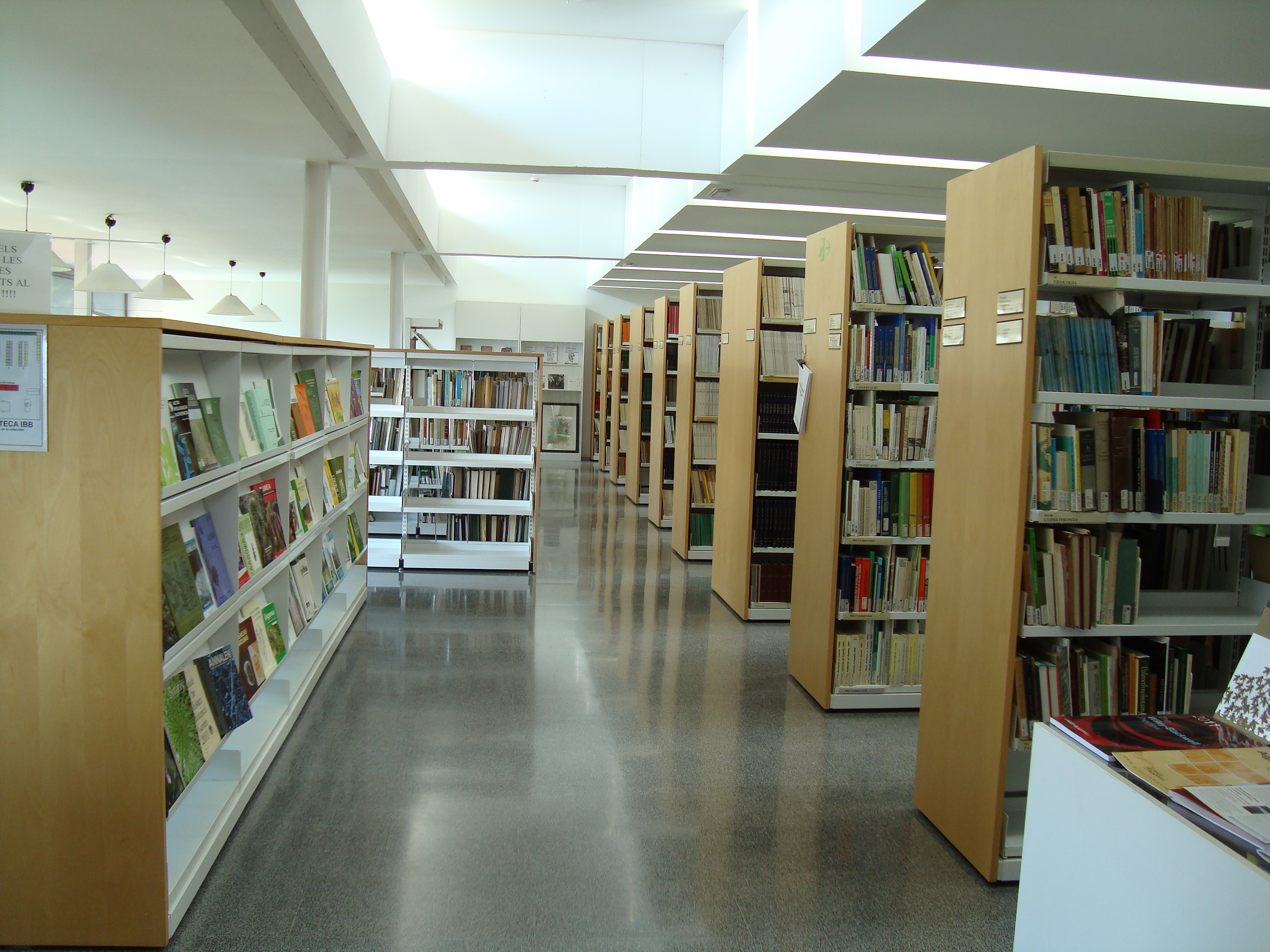
Biblioteca de l'Institut Botànic de Barcelona

La biblioteca de l'Institut Botànic de Barcelona forma part de la Xarxa de Biblioteques i Arxius del CSIC des de 1998. Dona suport documental als grups de recerca del centre, però també, és una biblioteca oberta amb cita prèvia a tots els ciutadans interessats en la botànica i matèries afins (ecologia, paisatgisme, jardineria i conservació).
El seu fons està format per més de 8.500 monografies i aproximadament 1.400 títols de publicacions seriades. També compta amb una col·lecció de mapes, microfitxes i un important fons antic, en el qual destaca sobretot el Fons Salvador. Els llibres que l'integren constitueixen la biblioteca personal de la família Salvador, una important saga de farmacèutics barcelonins que van dur a terme la seva activitat des de principis del segle xvii fins a mitjans de segle xix. En l'actualitat, aquesta part del fons antic de la biblioteca es conserva juntament amb la resta del gabinet formant el Museu Salvador.

### Arxiu
El fons documental de l'Arxiu Històric de l'Institut Botànic de Barcelona (IBB) està constituït pels documents produïts i rebuts pels botànics vinculats a la Junta de Ciències Naturals de Barcelona (1906-1935) i a l'Institut Botànic de Barcelona (1935-1994). L'anàlisi d'aquesta documentació permet aprofundir en la formació dels herbaris històrics clàssics a Catalunya, la creació de la primera compilació de flora de Catalunya i les primeres publicacions especialitzades sobre botànica a Espanya.
El volum més important el conformen els documents de Pius Font i Quer (1888-1964), Antoni de Bolòs Vayreda (1889-1975) i Oriol de Bolòs Capdevila (1924-2007) situats cronològicament en els períodes que van regentar la direcció del IBB.
Existeix una altra part de documentació formada per fons personals dels botànics Ramón Masferrer Arquimbau (1850-1884), Frederic Trèmols Borrell (1831-1900), Estanislau Vayreda i Vila (1848-1901), Ramon de Bolòs i Saderra (1852-1914), Joan Cadevall Diars (1846-1921), Josep Cuatrecasas Arumí (1903-1996) i Carlos Pau Español (1857-1937), reunits per Pius Font i Quer amb la finalitat de completar el fons d'arxiu i cedits al IBB gràcies a l'estreta relació professional que aquests botànics van mantenir amb la institució. Finalment, destaquen els documents pertanyents a la Col·lecció Salvador, entre els quals es troben fotografies i la sèrie documental de correspondència científica establerta entre botànics, recol·lectors i aficionats a la botànica.

### L'Herbari

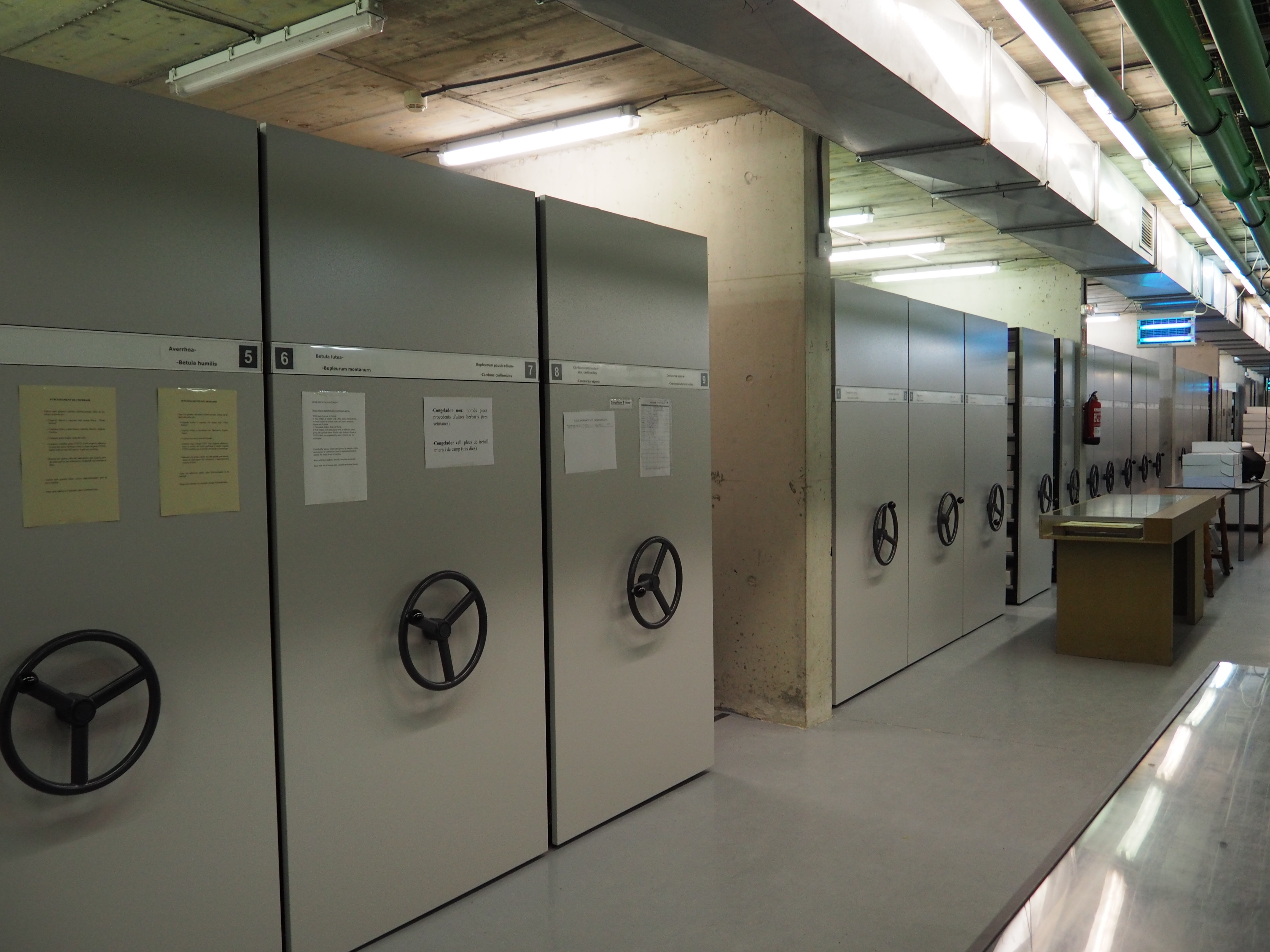
Herbari de l'Institut

L'herbari de l'Institut Botànic de Barcelona està especialitzat en la flora de la regió mediterrània occidental. Es tracta de la col·lecció de plantes més important de Catalunya i la tercera de la península ibèrica. El seu fons, format per uns 800.000 exemplars, s'ha utilitzat com a referència per a la redacció de la Flora dels Països Catalans, Flora Ibérica i les principals obres de botànica sobre la flora del mediterrani occidental.
El nucli inicial de l'herbari el van formar els materials aportats per Manuel Llenas (1907 i 1909), pel germà Sennen (cedits el 1909) i especialment per Pius Font i Quer. L'herbari va augmentar de forma exponencial gràcies a la feina recol·lectora de Font i Quer i al seu afany per incorporar els principals herbaris de Catalunya.

#### Les col·leccions de l'Herbari
Herbari general
L'Herbari general és la col·lecció de l'Institut Botànic de Barcelona. Conserva plantes vasculars recol·lectades per la majoria dels botànics interessats per la flora del nord-est peninsular. Un volum important fou reunit per Pius Font i Quer i els seus col·laboradors al llarg de les campanyes desenvolupades a la península ibèrica i al Marroc. Inclou també moltes exsiccatae amb espècimens europeus com Plantes d'Espagne del germà Sennen, Flora Exsiccata Austro-Hungarica o Société pour l'Échange des Plantes Vasculaires de l'Europe Occidentale et du Bassin Méditerranéen.
Col·leccions històriques
L’Institut Botànic de Barcelona ha anat adquirint, en gran part gràcies al seu fundador Pius Font i Quer, herbaris recol·lectats entre el segle XVII i principis del xx. Aquestes col·leccions es conserven segregades de l’herbari general i segons l’ordenació original de l’autor. Els més rellevants són: Família Salvador, Francesc Xavier Bolòs, Ruiz & Pavón, Bernades, Costa, Vayreda, Trèmols, Ramón Bolòs, Societat Botànica Barcelonesa, Cadevall, Sennen, Hieraciotheca Gallica et Hispanica i Institució Catalana d’Història Natural.
Altres herbaris
En aquesta categoria s'inclouen aquelles col·leccions no històriques segregades de l’herbari general per la seva procedència (plantes cultivades o tropicals) o tipologia (llavors o fruits). Inclou tres col·leccions: plantes sud-americanes de Josep Cuatrecasas, plantes del Jardí Botànic de Barcelona i l'espermoteca d’Apiaceae.
Herbari de líquens
La col·lecció de líquens de l’Institut Botànic de Barcelona inclou la liquenoteca general i altres col·leccions independents i segregades d’aquesta per ser material històric o d’autors particulars com són Roger-Guy Werner, Caliciales Exsiccatae – L. Tibell, Manuel Llena i Longinos Navás.
Herbari de fongs
A l’Institut Botànic de Barcelona s'hi conserva una col·lecció de més de 3.000 mostres de cossos fructífers i estructures reproductores recol·lectades per micòlegs com Romualdo González Fragoso, Pius Font i Quer i també fruit de l’intercanvi de material amb altres herbaris europeus. A més, l’Institut compta amb la col·lecció pròpia de l’Associació Micològica Font i Quer que inclou majoritàriament espècimens del territori català.
Herbari de briòfits
L’IBB conserva una important brioteca que conté més de 7.000 exemplars. La major part d’aquesta col·lecció prové de l’intercanvi de material amb altres herbaris europeus com és el cas de la col·lecció exsiccata Suomen Maksasammalia d’hepàtiques de Finlàndia. També inclou material de la península ibèrica recol·lectat per briòlegs destacats com Creu Casas i Josep Vives. En aquesta col·lecció hi destaca una important presència del gènere Sphagnum amb uns 300 exemplars així com el nombre elevat de mostres dels gèneres Tortula i Hypnum.
Herbari d’algues
L’herbari de l’IBB conserva dos tipus de col·leccions d’algues. La col·lecció més gran, amb unes 4.700 mostres, és la formada per les recol·leccions de Ramón Margalef. Es tracta d’una col·lecció que inclou algues, mostres de sediments i de biofilms o turba. D’altra banda l’herbari d’algues inclou també les recol·leccions de botànics de renom com Emile Ballé, Pius Font i Quer i Pere Claver Palau Ferrer. La col·lecció ha sigut ampliada amb les recol·leccions de Samuel Pyke procedents del Regle Unit.

### ElGabinet Salvador

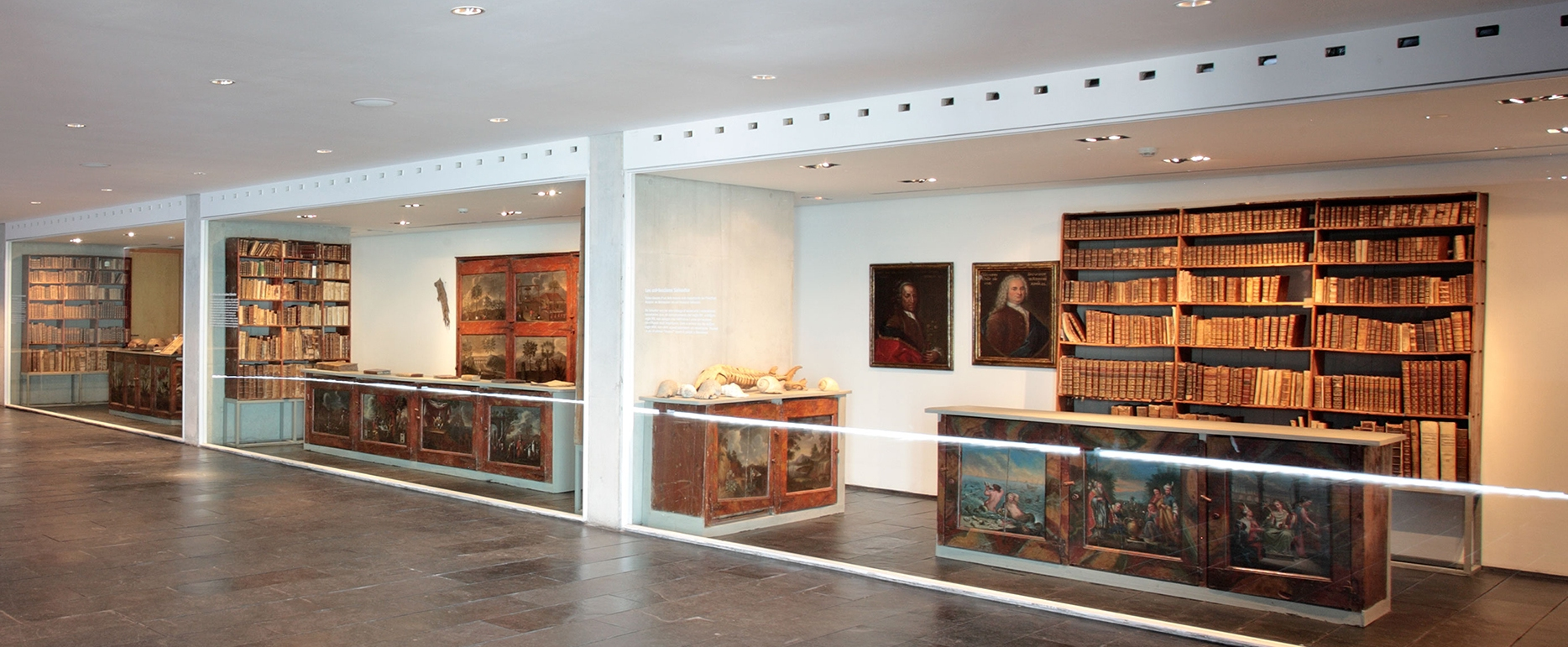
Gabinet Salvador

L’IBB conserva el Gabient Salvador, una de les poques col·leccions naturalistes de la Il·lustració que han arribat als nostres dies. El gabinet està format per una biblioteca, un herbari (actualment el més antic d’Espanya), documents manuscrits, col·leccions de mol·luscs, fòssils, diverses peces vegetals i animals dissecats. Recentment també s'han localitzat dos fragments del Meteorit de Barcelona a la col·lecció Salvador.
La família Salvador va ser una important família d’apotecaris i botànics barcelonins que van desenvolupar la seva tasca naturalista entre els segles xvi i XIX. Van dur a terme herboritzacions per la península ibèrica i les Illes Balears, van crear un dels primers jardins botànics de caràcter científic a Sant Joan Despí i van mantenir correspondència i intercanvi de llibres i objectes amb naturalistes de gran rellevància com Joseph Pitton de Tournefort, James Petiver, Herman Booerhave o els germans Jussieu.
Al segle xix el gabinet fou traslladat a una masia propietat de la família al Penedès, on va permanèixer ocult. L’any 1923 Pius Font i Quer el va localitzar i va ser traslladat a l’IBB entre 1938 i 1945.
L’any 2013, gràcies a les gestions per a la preparació de l'exposició Salvadoriana, el Departament d’Exposicions del Museu de Ciències Naturals de Barcelona va localitzar una part d’aquesta col·lecció, fins llavors desconeguda, que s'uní a la resta de la col·lecció conservada a l’IBB.
Per motius de seguretat i per a garantir la seva correcta preservació, no està permesa l'entrada dins del Gabinet. Les peces que el componen s'han d’observar des de l'exterior del vidre que les protegeix. Es pot visitar els caps de setmana i festius amb l'entrada al Jardí Botànic de Barcelona.

### El viver

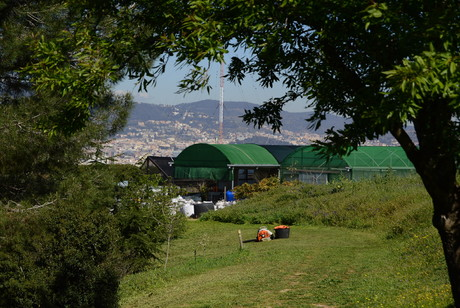
Viver de l'Institut Botànic de Barcelona

El viver és un emplaçament compartit entre el Jardí Botànic de Barcelona (JBB) i l’Institut Botànic de Barcelona. Es dedica al cultiu de les plantes que s'introduiran posteriorment al JBB i a cuidar les col·leccions de plantes vives utilitzades pels investigadors de l’IBB en projectes de recerca.
El viver consta de dues instal·lacions cobertes i amb més de 700 espècies de plantes. L’accés al viver està restringit al públic, únicament es pot visitar durant les activitats prèviament organitzades pel JBB o l’IBB.

### RevistaCollectanea Botanica
L’Institut Botànic de Barcelona juntament amb l’Ajuntament de Barcelona i el CSIC publiquen anualment des de l’any 1946 i de franc la revista Collectanea Botanica. Es publiquen articles originals i inèdits sobre taxonomia i sistemàtica vegetal i fúngica i camps relacionats com la biogeografia, bioinformàtica, citogenètica, conservació, ecofisiologia, filogènia, filogeografia, morfologia funcional, nomenclatura o relacions planta-animal, com treballs de síntesi i revisió.
Des de l’any 2013 la revista es publica únicament en format electrònic. 

## Serveis

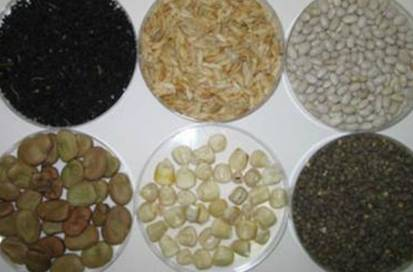
Banc de llavors.

L'IBB ofereix un servei de certificacions (Certibb) que realitza anàlisis i consultoria a nivell particular i per a empreses que ho sol·licitin. El Certibb ofereix els serveis següents:
- Formació i assessorament metodològic en tècniques d’anàlisi genètica i investigació bàsica (sistemàtica, taxonomia, biologia de la conservació, citogenètica, etnobotànica) i aplicada (sectors alimentari, farmacèutic i industrial) per a membres d’empreses, universitats i centres d’investigació.
- Col·laboració en projectes d’investigació, coordinació tècnica, suport científic i seguiment de projectes d’I+D+i de cara a assolir els objectius establerts.
- Assessorament en identificacions, usos i propietats de plantes i en temes relacionats amb la conservació i el medi ambient: impacte d’espècies invasores, viabilitat poblacional d’espècies amenaçades, estratègies de conservació i estudis d’impacte ambiental.
- Tècniques de genotipat per a valorar les característiques genètiques de poblacions,  races, varietats i llinatges de plantes.
- Diagnosi d’espècies, que permeti detectar i identificar els ingredients que formen part d’un aliment o la composició de un medicament d’origen vegetal i les seves proporcions en diversos preparats.